# TRAIN-TRAIN (アルバム)
TRAIN-TRAIN（トレイン トレイン）は、THE BLUE HEARTSの3rdアルバム。1988年11月23日に発売された。

## 内容
甲本と真島の共作が入っている。また、歌詞が共作ではあるが初めて河口作曲の歌が収録された。作詞クレジットの数で甲本が真島を上回る唯一のアルバムである。シングル「TRAIN-TRAIN」と同時発売。
プロデューサーの谷川千央のアイデアにより、コンセプト・アルバム的な構成がなされた。汽車の切符をイメージしたジャケット・デザイン、汽車が疾走していくようなブルースハープのソロから一曲目へと繋ぎ、最後の曲の演奏後に「TRAIN-TRAIN」のサビの一部と冒頭のハープのソロが再び流れる構成になっている。
前作までのパンク中心からブルース、フォーク、カントリー等のルーツ・ミュージックを反映させた多彩な楽曲群、そして様々なゲスト・ミュージシャンが参加している。

## リリース変遷
2007年11月21日に「アナログジャケット完全復刻!」として年内限定発売（再発）された。その後2010年2月24日に、25周年企画の一環で、再び期間限定で再発が決まった。
2011年1月12日、結成25周年記念として、メルダック時代のアルバム3作品（「THE BLUE HEARTS」「YOUNG AND PRETTY」「TRAIN-TRAIN」）が、デジタル・リマスタリングが施されて再発された。既に、その時点ではメルダック在籍時以降の発売作品はデジタル・リマスタリングの上、再発売されていたが、メルダック作品は長年リマスタリングが為されていなかったため、ファンにとって待望の再発となった。

## 収録曲
| 全編曲: THE BLUE HEARTS。 |                              |                                                               |       |
| #                         | タイトル                     | 作詞・作曲                                                    | 時間  |
| 1.                        | 「TRAIN-TRAIN」              | 真島昌利                                                      | 4:24  |
| 2.                        | 「メリーゴーランド」         | - 甲本ヒロト・真島昌利（作詞） - 甲本ヒロト・真島昌利（作曲） | 3:14  |
| 3.                        | 「電光石火」                 | 甲本ヒロト                                                    | 2:46  |
| 4.                        | 「ミサイル」                 | 甲本ヒロト                                                    | 3:50  |
| 5.                        | 「僕の右手」                 | 甲本ヒロト                                                    | 3:07  |
| 6.                        | 「無言電話のブルース」       | 真島昌利                                                      | 4:02  |
| 7.                        | 「風船爆弾（バンバンバン）」 | - 河口純之助・甲本ヒロト（作詞） - 河口純之助（作曲）         | 2:56  |
| 8.                        | 「ラブレター」               | 甲本ヒロト                                                    | 3:26  |
| 9.                        | 「ながれもの」               | 甲本ヒロト                                                    | 1:59  |
| 10.                       | 「ブルースをけとばせ」       | 真島昌利                                                      | 4:45  |
| 11.                       | 「青空」                     | 真島昌利                                                      | 4:46  |
| 12.                       | 「お前を離さない」           | 真島昌利                                                      | 4:15  |
| 合計時間:                 | 合計時間:                    | 合計時間:                                                     | 43:30 |

### 楽曲解説
1. 「TRAIN-TRAIN」
歌詞カードではサビの部分が、「TRAIN-TRAIN 走ってゆけ」となっているが、CD及びライブなどでは、「走ってゆく」と歌われる。（しかし真島のコーラスは、「走ってゆけ」と歌われている。）
凸凹ツアーではアンコールのラストに歌われた。
2. 「メリーゴーランド」
甲本、真島の初の共作。「ドブネズミの詩」の中に真島の手書き文字で『金沢のボウリングで遊んで帰ってきた夜、僕とヒロトはメリーゴーランドを書いた』とある。
3. 「電光石火」
「ラブレター」のカップリング曲。
88年の「PRETTY PINEAPPLE TOUR」中に発表された当初は音源化分の後にも歌詞があったが、ステージを重ねる内に歌詞が削られた。（詳しくはTHE BLUE HEARTSの未発表曲）
4. 「ミサイル」
NHK教育テレビ「人間講座」において、ねじめ正一が「言葉の力・詩の力」という講義にて取り上げられた。
5. 「僕の右手」
当初、ファンクラブの会報等で発表されていたタイトルは「僕の右手を知りませんか」だった。
この歌のモデルになったのは、甲本の友人でハードコアパンクバンド「GHOUL」の「片手のパンクス」ことMASAMI（細谷雅巳、小学1年の頃、ダイナマイト遊びをして右手首から先を失い義手となった。89年にステージで倒れ、昏睡状態のまま92年9月に死去）といわれる。甲本は彼の追憶ライブに出演した際に、この曲を泣きながら歌っている。[要出典]映画『リンダリンダリンダ』の挿入曲。
ライブではしばしば「夢に飢えた野良犬　今夜吠えている」の部分を歌詞を変えたり歌わないということもあった。
6. 「無言電話のブルース」
「TRAIN-TRAIN」のカップリング曲。
真島の実話を元にしている。
1989年12月21・22日にclub citta川崎で行われたX'MAS LIVEでは1曲目に披露。
7. 「風船爆弾（バンバンバン）」
メジャーデビューして初めて河口が作詞・作曲した歌。
作詞は河口と甲本の共作という形になっているが、甲本が作詞したのは曲終盤の「明日に何が見える～」以降のみである。
「風船爆弾」とは実在した日本軍の兵器で、その詳細が書かれた同名の本を甲本や真島が読んでいた。
本当は「恋は風船爆弾」というタイトルだったが、何かの手違いで「恋は」が取れてしまった。ライブ中の甲本は「恋は風船爆弾」と曲名を言う場合が多かった。
1993年～1994年の凸凹ツアーではメドレーの五曲目として河口がメインボーカルを務めていた。
発表当初は歌詞が違っていた。（詳しくはTHE BLUE HEARTSの未発表歌詞などを含むもの）
8. 「ラブレター」
9. 「ながれもの」
10. 「ブルースをけとばせ」
真島がメインボーカルをつとめる。
ライブでは「マイク・タイソンみたいに～」の部分を「ジョージ・フォアマン」や「ウルトラセブン」に替えて歌われることもあった。
11. 「青空」
アルバムの挿絵には楽曲にちなんだバスが描かれており、嘘つきの乗車お断りという英文が書かれてある。曲名は「あおいそら」と読むのが正式。
12. 「お前を離さない」
曲が終わると、最後に「TRAIN-TRAIN」のサビの部分が流れ、次に頭の部分が流れる。
THE BREAKERSがSEND HILL POPS'82で披露した曲（タイトル不明）と歌詞が似ている部分がある。

## 参加ミュージシャン
THE BLUE HEARTS
- 甲本ヒロト - ボーカル、ブルースハープ
- 真島昌利 - ギター
- 河口純之助 - ベース
- 梶原徹也 - ドラム